# Ali Rahuma
Ali Khalifa Rahuma (tiếng Ả Rập: علي ارحومه) (sinh ngày 16 tháng 5 năm 1982 ở Libya) là một tiền vệ bóng đá người Libya. Hiện tại anh thi đấu cho Al-Ittihad, và là thành viên của Đội tuyển bóng đá quốc gia Libya.